# Alejandro Ferrant y Fischermans
Alejandro Ferrant y Fischermans (Madrid, 9 de septiembre de 1843-Madrid, 20 de enero de 1917) fue un pintor y acuarelista español.

## Biografía

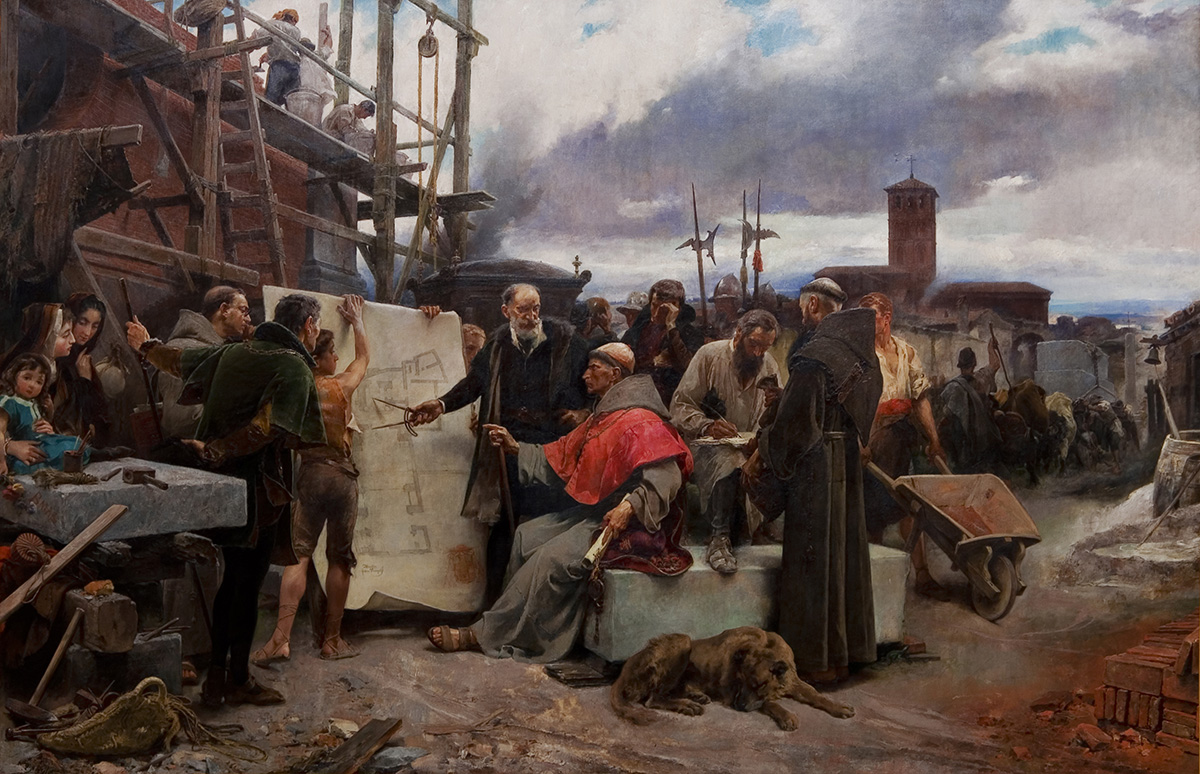
Cisneros, fundador del Hospital de Illescas (en Toledo), pintura ganadora de la Primera Medalla de la Exposición Nacional de 1892. Actualmente se exhibe en el propio Hospital.

Estudió en la Real Academia de Bellas Artes de San Fernando con su tío, Luis Ferrant Llausas (1806-1868), que era académico de dicha institución, y gozó del apoyo económico del infante don Sebastián. Participó desde edad temprana en exposiciones nacionales; a los veintiún años, en 1864, obtuvo medalla de tercera clase. Lograría el máximo galardón en 1878 con El entierro de san Sebastián (San Sebastián en la cloaca Máxima), colosal lienzo que actualmente cuelga en el Museo del Prado. 

En 1874 acudió a aprender a Roma, pensionado en la primera promoción de pintores de la Academia Española de Bellas Artes, junto a Francisco Pradilla, Casto Plasencia, Manuel Castellano, Eduardo Sánchez Solá y Jaime Morera. Regresó a Madrid seis años después, en 1880.

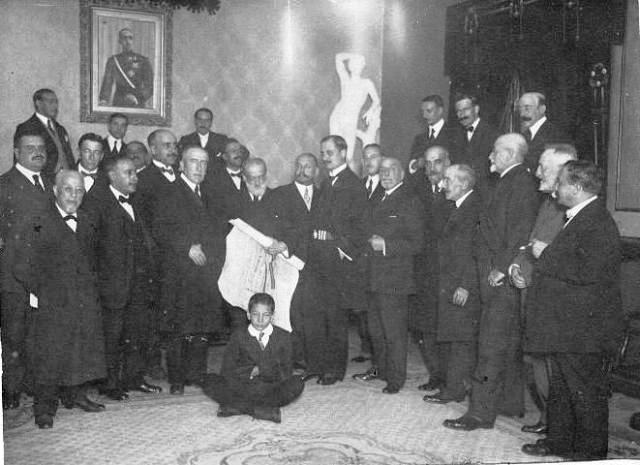
Toma de posesión como académico de honor de la Real Academia Gallega de Bellas Artes.

Pintó principalmente temas religiosos e históricos, aunque también se dedicó a la pintura de género y la decorativa. En este último género hay que destacar sus trabajos en: la iglesia de San Francisco el Grande, el Palacio de Linares de Madrid, el oratorio del Palacio de Miramar en San Sebastián y la sede de la Diputación Foral de Navarra en Pamplona. Su estilo se atiene al gusto académico predominante en la época: predominio del color sobre el dibujo y pincelada suelta; el uso de tonos pardos delata influencias del barroco.   
En 1911-1912 le dio clases particulares de pintura al artista adolescente argentino Jorge Larco (1897-1967), quien llegaría a ser un destacado acuarelista.

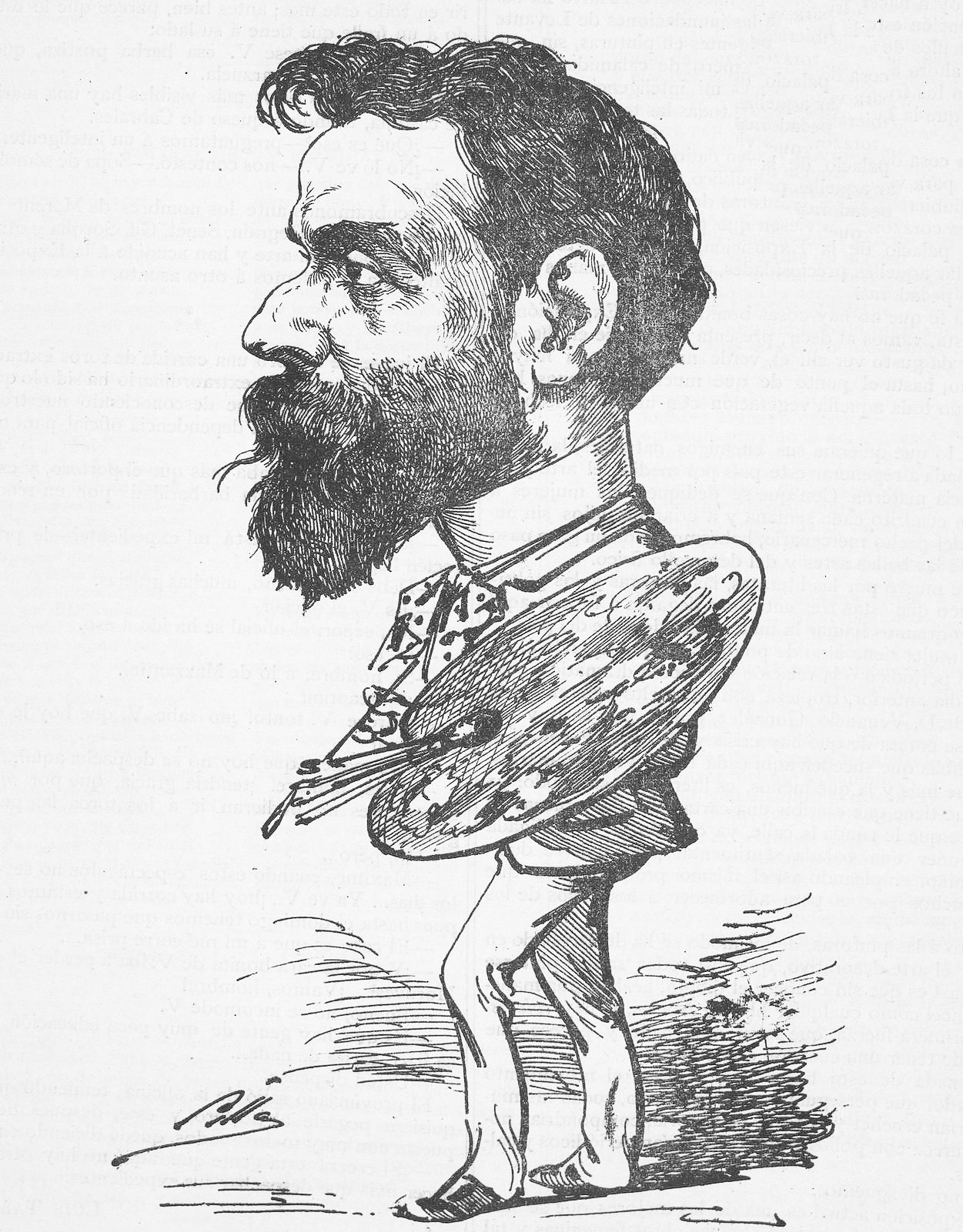
Caricaturizado por Cilla en Madrid Cómico (1884)

Fue presidente de la sección de pintura de la Academia de San Fernando y ejerció de profesor en la Escuela Central de Artes y Oficios. Fue además director del Museo de Arte Moderno de Madrid (que en 1971 se integraría en el Museo del Prado).
Su hijo Ángel Ferrant (1890-1961) fue un destacado escultor de la vanguardia española.

## Obras
- La última comunión de san Fernando.
- Sibilas y Profetas en la cúpula de San Francisco el Grande, de Madrid.
- El entierro de san Sebastián (Madrid, Museo del Prado).
- Cisneros, fundador del Hospital de Illescas con la que resultó ganador de la primera medalla en la Exposición Nacional de Bellas Artes de 1892. Actualmente se exhibe en el mismo Hospital.